# Ombi
Ombi (łac. Obitanus, w j. pol. również Ombria) - stolica historycznej diecezji w metropolii Tolemaida w Tebaidzie w Egipcie, współcześnie kojarzona z miastem Kom Ombo. Obecnie katolickie biskupstwo tytularne. W latach 1958–1964 biskupem Ombi był Karol Wojtyła jako biskup pomocniczy krakowski. Od 1966 biskupi tytularni Ombi nie są powoływani.

## Lista biskupów
| Lp. | Biskup                            | Funkcja                                                                      | Od                | Do               |
| --- | --------------------------------- | ---------------------------------------------------------------------------- | ----------------- | ---------------- |
| 1   | Joseph-Marie Birraux M.Afr.       | wikariusz apostolski Tanganiki przełożony generalny Ojców Białych            | 22 kwietnia 1920  | 30 kwietnia 1947 |
| 2   | Antonio Ignacio Camargo           | biskup pomocniczy Calabozo (Wenezuela) biskup koadiutor Calabozo (Wenezuela) | 26 listopada 1947 | 8 stycznia 1952  |
| 3   | James Johnston Navagh             | biskup pomocniczy Raleigh (Stany Zjednoczone)                                | 29 lipca 1952     | 8 maja 1957      |
| 4   | Karol Wojtyła                     | biskup pomocniczy krakowski                                                  | 4 lipca 1958      | 13 stycznia 1964 |
| 5   | António de Castro Xavier Monteiro | biskup pomocniczy Vila Real (Portugalia)                                     | 22 lutego 1964    | 3 lutego 1966    |